# Ford Fiesta II
La Ford Fiesta II è un'autovettura di segmento B prodotta dalla filiale europea della casa automobilistica statunitense Ford a partire dal 1983 e fino al 1989.
Si tratta della seconda generazione dell'utilitaria Ford ed è basata sulla generazione precedente, di cui riprende le caratteristiche generali. Nel 1989 è stata rimpiazzata dalla terza generazione.

## Il contesto e l'evoluzione
Nel settembre 1983 fu presentata la seconda serie della Fiesta, basata sulla precedente di cui riprende l'ossatura base e le dimensioni della carrozzeria. Tra le novità si ricordano il nuovo frontale con dei fanali rettangolari più piccoli, che incorporavano ai lati anche le luci delle frecce, la nuova e sottile griglia del radiatore, dei nuovi fari posteriori (sempre a sviluppo verticale) e un nuovo portellone posteriore leggermente più bombato. Le versioni Ghia avevano anche ampi fascioni laterali paracolpi, dei paraurti maggiorati con cornici lucide e dei copricerchi integrali in plastica, mentre le XR2 introducevano un body-kit esterno e uno spoiler posteriore. Queste modifiche hanno portato una riduzione del coefficiente aerodinamico da 0.42 Cd a 0.40 Cd.  L'interno venne completamente rivisto e meglio rifinito seguendo gli ultimi sviluppi dell'ergonomia, prestando attenzione alle funzionalità delle varie parti dell'abitacolo, in cui sono stati migliorati i sistemi di riscaldamento e ventilazione. Le versioni L erano dotate di sedili posteriori frazionabili. 
La novità più importante a livello meccanico fu l'adozione del cambio manuale a cinque marce per tutta la gamma a partire dal 1984: infatti il cambio a 4 marce fu mantenuto solo sulle versioni da 957 cm³. Proprio l'adozione del cambio a cinque marce è la causa delle modifiche al vano motore, che prevede rispetto alla generazione precedente un aumento della carreggiata anteriore pari a 33 mm. Vennero mantenuti gli stessi motori della generazione precedente, appartenenti alla famiglia Kent: il 957 cm³ (45 CV) e il 1117 cm³ (50 CV), cui si aggiunse il 1296 cm³ della nuova famiglia CVH da 69 CV. La gamma italiana della vettura era composta dalle versioni: 950 (957 cm³ con allestimenti "Casual", "Super", "L" e "Ghia"), 1100 (1117 cm³ e allestimenti "L", "S" e "Ghia") e 1300 (1296 cm³ nel solo allestimento "Sport"). Le versioni motorizzate con il 950 cm³ da 45 CV avevano una velocità massima di 142 km/h e acceleravano da 0 a 100 km/h in 19 secondi a causa del peso maggiore in media di 50 kg rispetto alla serie precedente. Bisogna inoltre ricordare la sostituzione dei dischi freno del modello precedente con dei nuovi dischi derivati dalla più grande Escort.
L'autovettura è stata prodotta nelle medesime fabbriche in cui è stata prodotta la generazione precedente: Dagenham in Regno Unito, Saarlouis e Colonia in Germania e Valencia in Spagna.

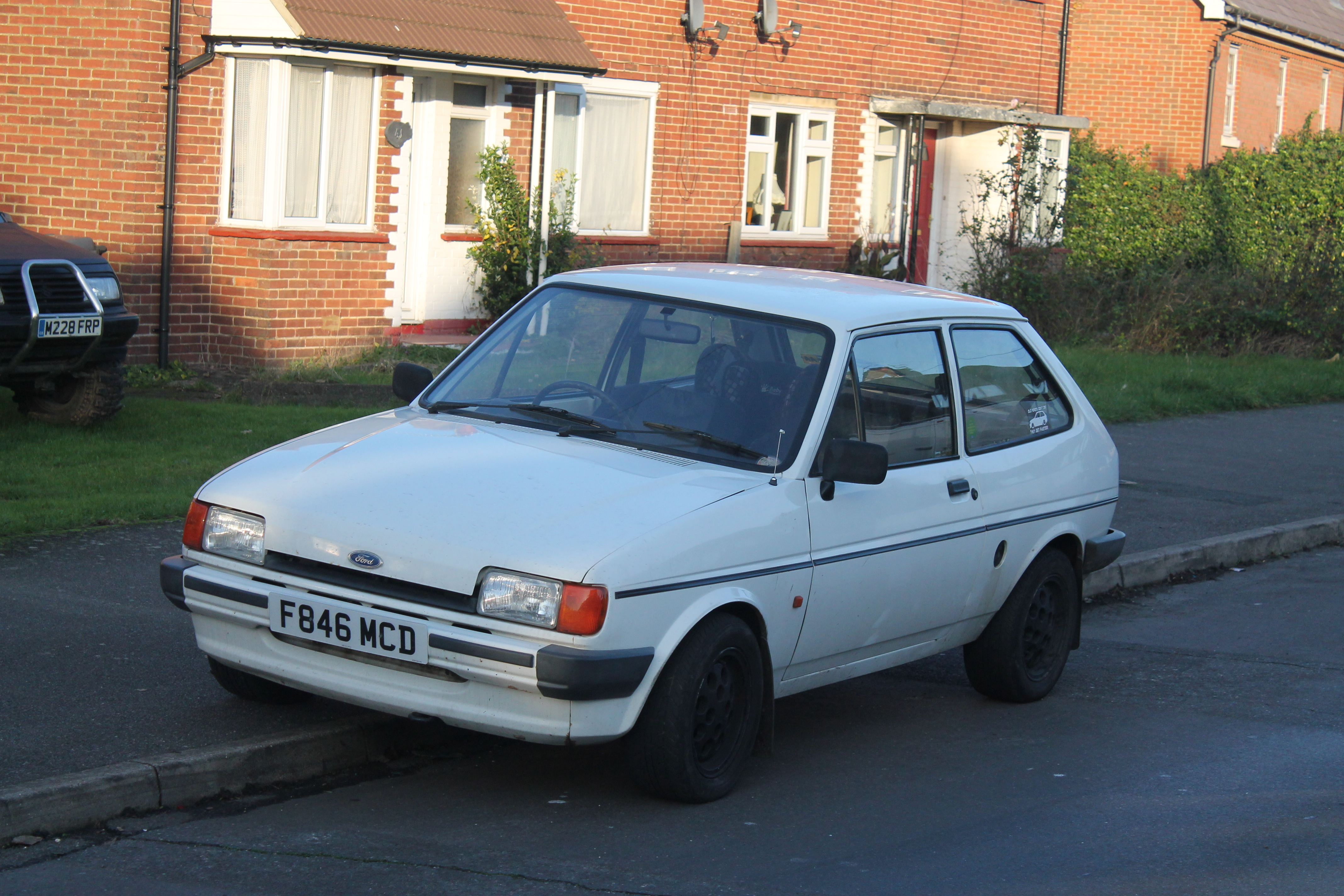
Una Ford Fiesta 1.1 Popular+ per il mercato inglese successiva al restyling del 1986

Nel 1984 la gamma si arricchì con l'inedita versione top di gamma XR2 (dotata di un 1597 cm³ CVH da 96 CV che conferiva una velocità massima di 180 km/h e un'accelerazione da 0-100 in soli 9,9 secondi), un nuovo 1.3 litri funzionante anche con benzina senza piombo e una versione dotata di un 1.6 a gasolio da 54 CV (disponibile con gli allestimenti "L" e "Ghia"). Quest'ultima ha subito delle modifiche alle sospensioni posteriori e ha ricevuto le sospensioni anteriori MacPherson della Sierra per poter sopportare il motore a gasolio. L'anno seguente invece arrivò un nuovo motore offerto con il nuovo allestimento S: un benzina da 1392 cm³ di cubatura e 73 CV di potenza. 
Il 1986 è l'anno del restyling di metà carriera: le modifiche estetiche si sono limitate perlopiù all'arrivo di nuovi cerchi e soprattutto di nuovi paraurti dalla parte centrale ridisegnata in tinta con la carrozzeria: altre modifiche interessarono invece le sellerie interne e alcuni dettagli degli interni, soprattutto per la versione sportiva XR2, che ha inoltre ricevuto un motore in variante a combustione magra (che presentava una testata e un carburatore rivisti i quali hanno ridotto le emissioni ma hanno contemporaneamente provocato un piccolo calo di potenza sebbene Ford ha sempre rivendicato la stessa potenza massima). Inoltre, con l'aggiornamento il serbatoio maggiorato (da 40 litri) della versione più sportiva è stato reso disponibile di serie per tutte le altre versioni aumentando quindi l'autonomia della vettura.
L'anno dopo invece, arriva un nuovo 1.4 a iniezione elettronica (usato soprattutto sui mercati nordeuropei) e l'altrettanto inedita versione automatica 1.1 CTX, che usa una nuova tipologia di trasmissione automatica sviluppata e brevettata da Ford per le vetture compatte a trazione anteriore. Caratterizzata dalla mancanza di vuoti in accelerazione, grazie a una cintura speciale che lavorava fra due assi per cambiare il rapporto, manteneva grazie a un sistema automatico il cambio e il motore operanti a livelli ottimali. Le prestazioni di questo nuovo cambio automatico erano paragonabili a uno manuale a sei rapporti.
Si tratta delle ultime novità di sorta per la seconda generazione dell'utilitaria tedesca, che continuò a vendere con buon successo in Europa fino al 1989, quando fu rimpiazzata dalla terza serie.

### Motorizzazioni
| Modello    | Disponibilità       | Motore  | Cilindrata (cm³) | Potenza       | Coppia max (Nm) | Emissioni CO2 (g/km) | 0–100 km/h (secondi) | Velocità max (km/h) | Consumo medio (km/l) |
| 900        | dal debutto al 1989 | Benzina | 957              | 32 kW (44 CV) | 67              | n.d                  | 19,5                 | 135                 | 15,8                 |
| 1.1        | dal debutto al 1989 | Benzina | 1117             | 36 kW (49 CV) | 81              | n.d                  | 16,5                 | 142                 | 16,6                 |
| 1.3 Sport  | dal 1984 al 1989    | Benzina | 1296             | 50 kW (69 CV) | 100             | n.d                  | 12,2                 | 160                 | 13                   |
| 1.4        | dal 1986 al 1989    | Benzina | 1392             | 54 kW (73 CV) | 106             | n.d                  | 12,1                 | 165                 | 12,5                 |
| 1.6 XR2    | dal 1984 al 1989    | Benzina | 1597             | 69 kW (94 CV) | 130             | n.d                  | 9,9                  | 180                 | 13                   |
| 1.6 Diesel | dal 1984 al 1989    | Diesel  | 1608             | 39 kW (53 CV) | 94              | n.d                  | 16,9                 | 148                 | 20                   |